# A Lavacolla
A Lavacolla en galicien (nom officiel), ou Lavacolla en castillan, est un village de la parroquia (paroisse civile) de San Paio de Sabugueira (gl) dans le concello (canton ou commune) de Santiago de Compostela (Saint-Jacques-de-Compostelle en français), comarque de Santiago, province de La Corogne, communauté autonome de Galice, au nord-ouest de l'Espagne.
Ce village du concello de Santiago de Compostela est traversé par le Camino francés du Pèlerinage de Saint-Jacques-de-Compostelle.
Il a donné son nom à l'aéroport de Saint-Jacques-de-Compostelle.

## Patrimoine et culture

### Pèlerinage de Compostelle

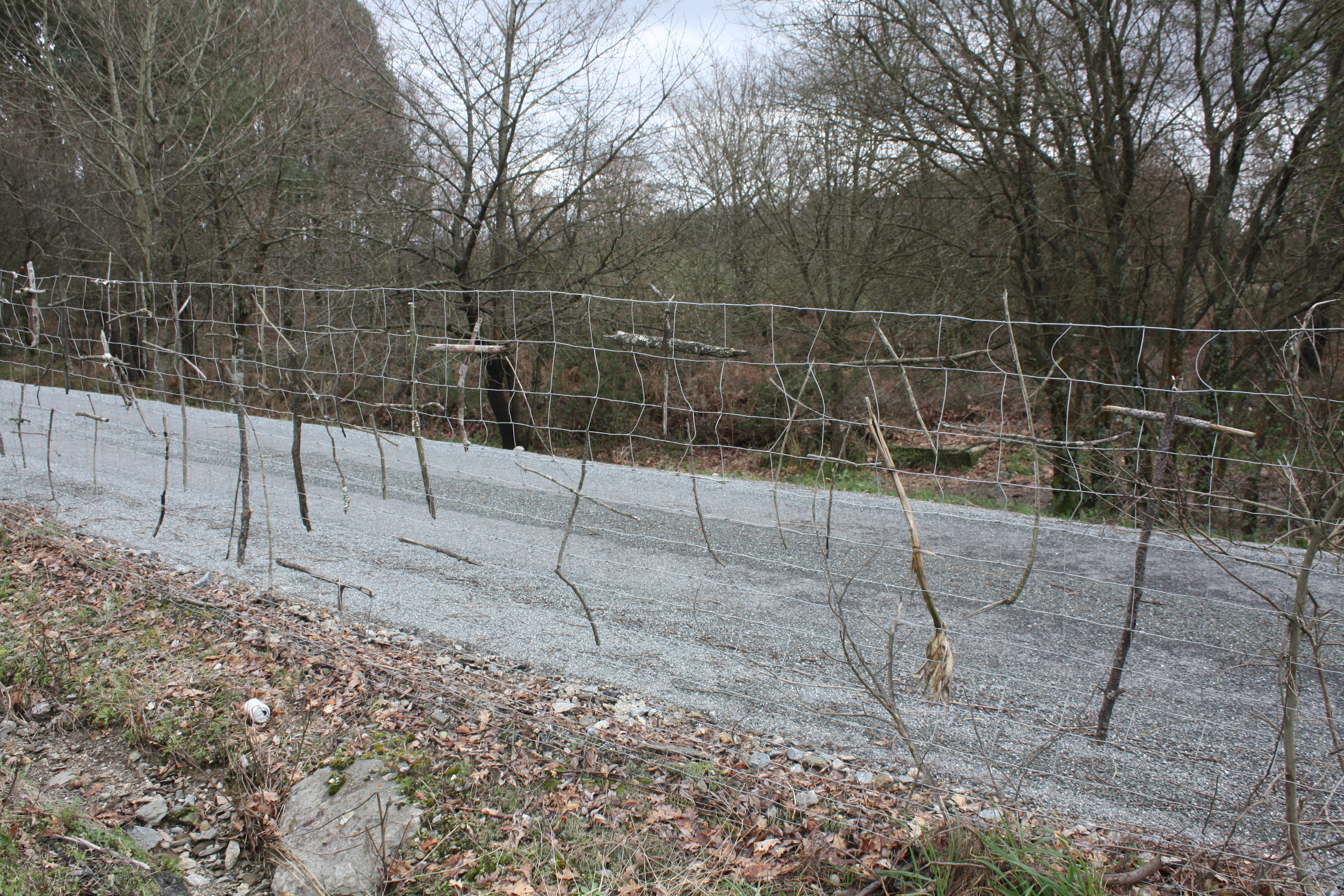

Le Camino francés du Pèlerinage de Saint-Jacques-de-Compostelle traverse le village d' A Lavacolla (Lavacolla en castillan), en venant du hameau d'A Esquipa (Esquipa en castillan) dans le concello (commune ou canton) de Santiago de Compostela.
La halte suivante est le village de Vilamaior (Vilamaior en castillan), dans le même concello de Santiago de Compostela, via un pont sur l'Arroyo Lavacolla.
D'après Aimery Picaud,, c'est dans ce village que les pèlerins se purifiaient, en se lavant et en changeant leur vêtement, avant d'entrer dans la ville de Saint Jacques. L'auteur nomme cet endroit Lavamentula, faisant référence au latin « mentula » désignant vulgairement le membre viril suggéré aussi par le nom Lavacolla. Une autre étymologie populaire de ce nom serait d'ailleurs lavar el cuello (laver le cou). Une autre origine pourrait être lava (pâturage bas) + colla (colline), signifiant pâturage sous la colline.

### Patrimoine religieux
Le village possède une église achevée en 1840, de style classique, possédant un conduit de lumière au-dessus de la porte d'entrée.